# Nemoria lorenae
Nemoria lorenae là một loài bướm đêm trong họ Geometridae.